# Ricarda Funk
Ricarda Funk (Bad Neuenahr-Ahrweiler, 15 aprile 1992) è una canoista tedesca specializzata nel kayak slalom, campionessa olimpica nello slalom K1 ai Giochi di Tokyo 2020.

## Palmarès
- Giochi olimpici

Tokyo 2020: oro nel K1 individuale;
- Mondiali

Londra 2015: argento nel K1 individuale;
Pau 2017: oro nel K1 a squadre; bronzo nel K1 individuale;
Rio de Janeiro 2018: argento nel K1 a squadre; bronzo nel K1 individuale;
- Europei

Vienna 2014: oro nel K1 individuale;
Markkleeberg 2015: argento nel K1 individuale;
Praga 2018: oro nel K1 individuale; oro nel K1 a squadre;
Pau 2019: argento nel K1 a squadre;
Ivrea 2021: bronzo nel K1 individuale;